# Bni Bchir
Bni Bchir (franska: Bni Bchir (CR), Bni Bchir (Commune Rurale), arabiska: بني بشير) är en kommun i Marocko.   Den ligger i provinsen Al Hoceïma och regionen Tanger-Tétouan-Al Hoceïma, i den nordöstra delen av landet, 240 km öster om huvudstaden Rabat. Antalet invånare är 5 959.